# Дьяконов, Михаил Игоревич
Михаи́л И́горевич Дья́конов (род. 29 апреля 1940, гор. Ленинград, СССР) — советский, российский и французский физик, доктор физико-математических наук, профессор, лауреат Государственной премии СССР.

## Биография
Родился в 1940 году в семье учёных-гуманитариев. Отец — Дьяконов Игорь Михайлович, мать — Дьяконова Нина Яковлевна.
Окончил ЛГУ (1962).
С августа 1962 по август 1998 года работал в ленинградском (санкт-петербургском) Физико-техническом институте имени А. Ф. Иоффе АН СССР (РАН): младший, старший, главный научный сотрудник.
С сентября 1998 года профессор лаборатории теоретической физики Университета Монпелье (в настоящее время — эмеритированный профессор).
Теоретически предсказал особый класс поверхностных электромагнитных волн — поверхностные волны Дьяконова (англ. Dyakonov Surface Waves, DSW).
Доктор физико-математических наук.
С его именем связано несколько физических явлений: механизм спиновой релаксации Дьяконова-Переля, неустойчивость плазменной волны Дьяконова-Шура. В 1971 году вместе с В. И. Перелем предсказал эффект спин-холла, ставший областью интенсивных исследований. Он теоретически предсказал новый класс поверхностных электромагнитных волн, который теперь называется поверхностными волнами Дьяконова (DSW) в 1988 году. В отличие от других типов акустических и электромагнитных поверхностных волн, существование DSW обусловлено различием в симметрии материалов, формирующих интерфейс. Эти волны важны на границе раздела двухосного анизотропного диэлектрика с изотропной средой, метаматериалами, и они также нашли применение в терагерцевых приложениях.

Дьяконов также хорошо известен своей критикой реализаций квантовых компьютеров . Он утверждает, что практические квантовые компьютеры вряд ли будут реализованы. Он говорит: 
«Существует огромный разрыв между рудиментарными, но очень сложными экспериментами, проведенными с несколькими кубитами, — и чрезвычайно развитой теорией квантовых вычислений, которая опирается на манипуляции от тысяч до миллионов кубитов для вычисления чего-либо полезного. Этот пробел вряд ли скоро будет закрыт».

## Диссертации
- К теории рассеяния и генерации света в газах при наличии магнитного поля : диссертация кандидата физико-математических наук : 01.00.00. — Ленинград, 1965. — 119 с. : ил.
- Теория оптической ориентации спинов электронов и ядер в полупроводниках : диссертация доктора физико-математических наук : 01.04.02. — Ленинград, 1974. — 232 с. : ил.

## Сочинения
- Квантовая теория модуляции электронного пучка на оптических частотах [Текст] / Д. А. Варшалович, М. И. Дьяконов. — Ленинград : [б. и.], 1970. — 22 с. : граф.; 20 см. — (Препринт/ АН СССР. Физ.-техн. ин-т им. А. Ф. Иоффе; 304).
- М. И. Дьяконов, В. И. Перель, О возможности оптической ориентации равновесных электронов в полупроводниках // Письма в ЖЭТФ 13, 206 (1971).
- М. И. Дьяконов, В. И. Перель, Оптическая ориентация в системе электронов и ядер решетки в полупроводниках. Теория // ЖЭТФ 65, 362 (1973).
- М. И. Дьяконов, А. В. Хаецкий. Размерное квантование дырок в полупроводнике со сложной валентной зоной и носителей в бесщелевом полупроводнике. ЖЭТФ,т.82, 1982 с. 1584—1590.
- М. И. Дьяконов, В. Ю. Качоровский, Спиновая релаксация двумерных электронов в полупроводниках без центра инверсии // ФТП 20, 178 (1986).
- Qui est qui en France, Объемы 44-45. J. Lafitte, 2013.

## Награды
- 1976 — Лауреат Государственной премии СССР (в составе авторского коллектива) — за цикл работ «Обнаружение и исследование новых явлений, связанных с оптической ориентацией спинов электронов и ядер в полупроводниках» (1970—1974).
- 1993 — премия Френкеля Санкт-Петербургского физического общества, по теории стримерного разряда.
- 1993 — Премия имени А. Ф. Иоффе РАН — за цикл работ «Теория выстраивания импульсов фотовозбуждённых электронов в полупроводниковых кристаллах и гетероструктурах» («теория горячего свечения»).
- 2009 — Beller Lectureship Award от Американского физического общества.
- 2009 — Большой приз от Французского физического общества.